# Darko Hajsek
Darko Hajsek (Zagreb, 22. rujna 1959.) hrvatski je skladatelj. Napisao je i orkestrirao značajan opus od preko 650 pjesama, glazbenih i glazbeno-scenskog oblika, počevši od malih, instrumentalnih komornih oblika do velikih orkestralnih simfonijskih djela, te deset velikih glazbenih i glazbeno-kazališnih djela suvremenih oblika i sinteza koji uključuju operu, kazališnu glazbu i balet.

## Rani život
Od početka njegove uključenosti u glazbu klasičnih temelja Hajsek je pokazao tendenciju prema širem spektru glazbenog izražavanja i razvio u sebi sposobnost da izrazi cijeli raspon glazbenih stilova koje se koriste u kreativnom radu, ponekad i kao glazbeni leksikon u čistom obliku, a ponekad kao elementi svojstvene autorske sinteze i prepoznatljivog skladateljevog "dodira".
Svoj interes za glazbu, glazbeni talent i skladateljski zamah izrazio je u ranoj dobi, počinjući intenzivno skladati u sedamdesetim godinama prošlog stoljeća, s 15 godina starosti pišući svoje prve simfonijske stavke.

### 1980. – 1990.
Hajsek je studirao klasičnu kompoziciju, polifoniju, harmoniju i kontrapunkt na muzičkoj Akademiji Zagrebačkog sveučilišta, specijaliziravši se na seminarima suvremene i elektrofone glazbe. Iz tog perioda datira i autorova suradnja s poznatim američkim avangardnim skladateljem Alvinom Lucierom. 